# 鹿児島県道209号帯迫下田線
鹿児島県道209号帯迫下田線（かごしまけんどう209ごう おびさこしもだせん）は、鹿児島県鹿児島市を通る一般県道である。

## 概要
鹿児島市吉野町から鹿児島市下田町に至る。

### 路線データ
- 起点：鹿児島県鹿児島市吉野町（吉野町帯迫中央交差点、鹿児島県道16号鹿児島吉田線交点）
- 終点：鹿児島県鹿児島市下田町（下田三文字交差点、鹿児島県道25号鹿児島蒲生線交点）

## 地理

### 通過する自治体
- 鹿児島市

### 交差する道路
| 交差する道路               | 交差する場所 | 交差する場所                |
| -------------------------- | ------------ | --------------------------- |
| 鹿児島県道16号鹿児島吉田線 | 吉野町       | 吉野町帯迫中央交差点 / 起点 |
| 鹿児島県道25号鹿児島蒲生線 | 下田町       | 下田三文字交差点 / 終点     |

### 沿線
- 鹿児島市立吉野中学校
- 吉野自動車学校